# Великий Шльопа
Великий Шльопа (також відомий як просто Шльопа або Великий російський кіт, в зарубіжних сегментах поширене прізвисько Floppa або Big Floppa) — серія інтернет-мемів з каракалом на ім'я Гоша, однак на заході його прозвали ім'ям Big Floppa, яке пізніше адаптували як Великий Шльопа.

## Біографія та сім'я

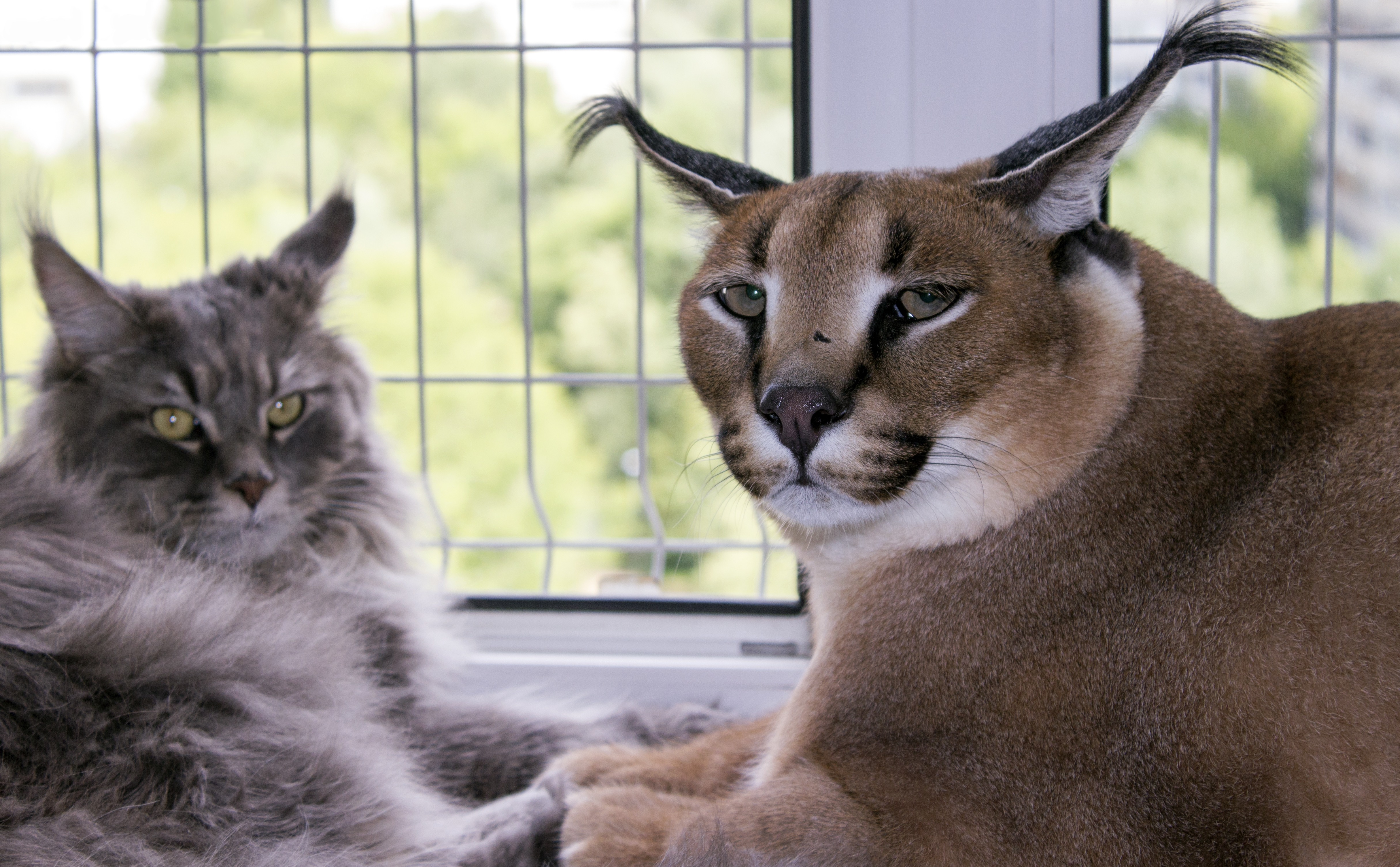
Гоша з котом Жорою

Справжня кличка каракала — Гоша. Він народився 21 грудня 2017 року в Київському котячому розпліднику. У віці чотирьох місяців за 8000 доларів його придбала родина Бондарових — Андрій та Олена — з Москви.
Окрім каракала, в сім'ї Бондарєвих живе мейн-кун Жора, який народився в 2015 або 2016 році. Донещодавно разом з ними жив кіт Матвій. Він був узятий з притулку на початку 2010-х років. 24 вересня 2022 року Матвія не стало. Гоша страждає ожирінням, його маса становить близько 30 кілограмів, харчується сирим м'ясом (індички, кролики), кормовими щурами і креветками  у вигляді ласощів. На харчування котів на місяць йде в середньому 300 доларів.
Восени 2021 року сім'я задумалася про переїзд до Тульської області, оскільки утримувати каракала в квартирі, як каже Олена Бондарєва, «непогано, але неправильно». Початок будівництва будинку заплановано на весну 2022 року.

## Популярність
У грудні 2019 року власники каракала опублікували у своєму інстаграмі фото, де він лежить на підвіконні разом із котом Жорою. Згодом саме цей знімок став першим шаблоном для інтернет-мемів з каракалом. Першими на фотографію звернули увагу автори іронічних інстаграм-акаунтів, які спочатку дали Гоші прізвисько «big sahnr» (або просто «sahnr»). У січні 2020 року за свої великі вуха Гоша отримав прізвисько Big Floppa (від англ. flop — «плескання»), під яким згодом і став відомим. У лютому 2020 року був опублікований перший мем, який набрав велику популярність — демотиватор з фотожаба Готелі, де він зображений без вух. 
Картинка поширилася на інші облікові записи, що спеціалізуються на інтернет-мемах. До травня меми з Шльопою поширилися межі Інстаграма — жарти про каракала стали публікувати в Twitter і на Reddit. Влітку популярність мема дійшла до рунета, де за аналогією з Big Floppa Гоша отримав прізвисько Великого Шльопи.
До кінця 2020 року Шльопі було присвячено велику кількість фанатських спільнот та акаунтів на Реддіті, у «ВКонтакте», Твіттері та Інстаграмі, де каракала називають «джерелом наслідування» та «лідером молоді», а також щоп'ятниці відзначають «п'ятницю ». У коментарях до публікацій господарів Гоші користувачі цікавляться життям каракала, висловлюють подив його розмірами, всіляко обігрують його прізвисько. Крім того, з дозволу господарів Гоші шанувальники каракала почали випускати продукцію з його зображенням: наприклад, м'які іграшки, чашки, статуетки та кубики, а в магазині Google Play з'явився присвячений Шльопі додаток .
29 червня 2021 року кореспондент телеканалу «Дощ» взяла інтерв'ю у «Гоши»: в ньому його господаря історії каракала та його популярності. 12 жовтня аналогічне інтерв'ю провели журналісти телеканалу 360°.
Незадовго до Вторгнення Росії на Україну (2022) вторгнення Росії на Україну власники каракала опублікували в Інстаграмі відеокліп, де від імені Шлепи виступили «Проти війни і за мир».

## Варіації мемів

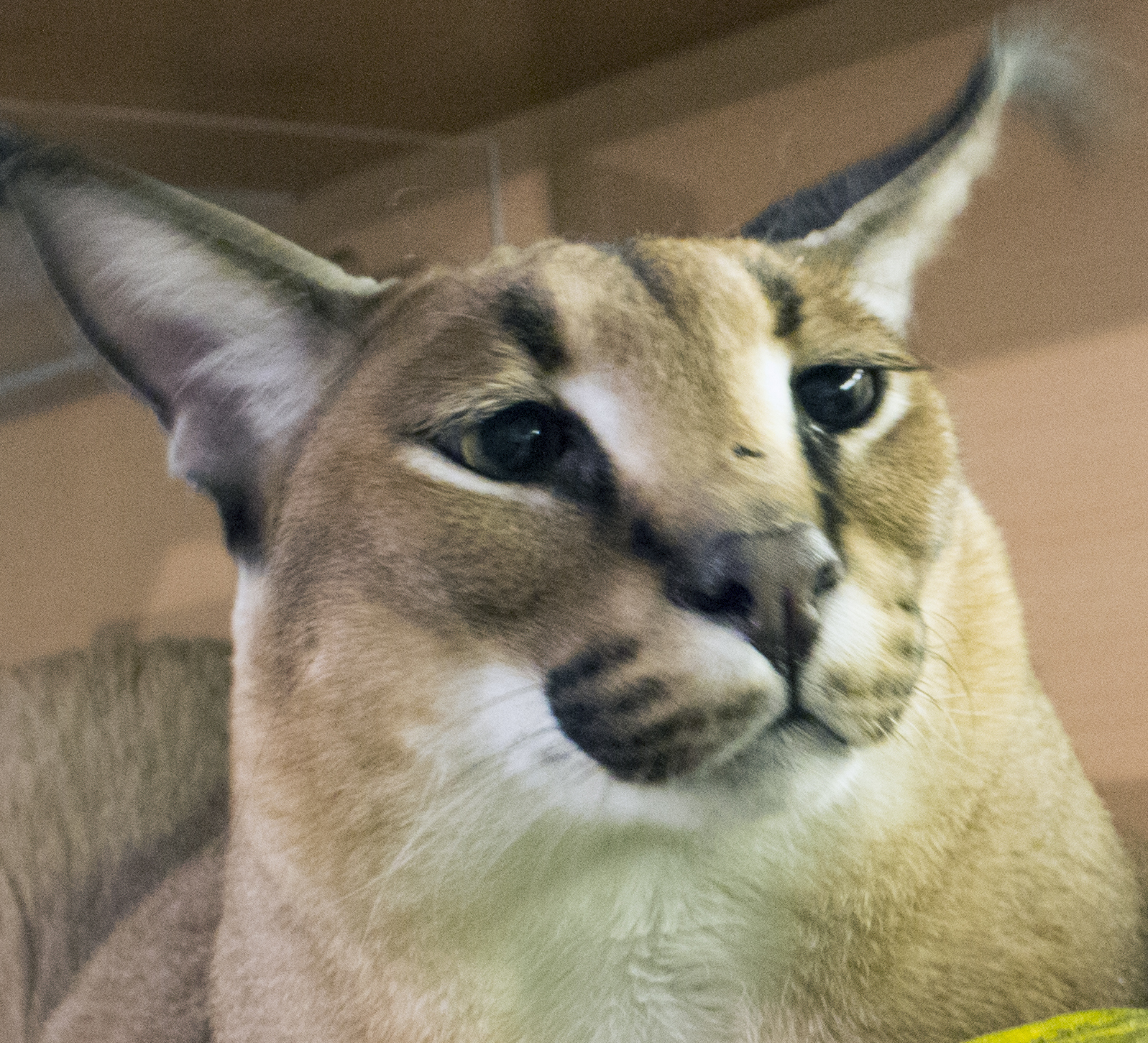
Одне з популярних зображень каракала

Навколо Шльопи сформувався цілий вигаданий всесвіт, в якому він є персонажем зі своїм характером, звичками і противниками: згідно з мемами, каракал любить пельмені і м'ятні пряники, є військовим злочинцем і ворогує зі сфінксом на ім'я Бінгус.

## Див також
- Кіт Степан
- Кіт Інжир
- Інтернет-мем